# Карлос Ібаньєс дель Кампо
Карлос Ібаньєс дель Кампо (ісп. Carlos Ibáñez del Campo; 3 листопада 1877—28 квітня 1960) — чилійський військовик і політик, двічі займав посаду президента Чилі, в 1927–1931 і 1952–1958 роках, а також віцепрезидента країни у 1927 році протягом нетривалого часу.

## Біографія
У 1925—1927 роках займав декілька міністерських посад. В травні 1927 року — липні 1931 роках — президент Чилі. В липні 1931 року через масові безлади втік із країни. У 1931—1937 роках жив в еміграції переважно у Аргентині.
Після повернення до країни, був висунутий на посаду президента у 1938 році, але невдовзі зняв свою кандидатуру. У серпні 1939 року брав участь у військовому заколоті проти уряду Народного фронту. У 1942 брав участь у президентськиї виборах. З 1949 року — сенатор.
З листопада 1952 до листопада 1958 року знов займав посаду президента Чилі.